# Science Power Platform
La Plataforma d'Energia o Science Power Platform (SPP) (rus: Научно-Энергетическая Платформа, Sci-Energy Platform) era un element rus projectat per l'Estació Espacial Internacional (EEI) que anava a ser transportat a l'estació per, o bé, un coet Proton, o per un coet Zenit rus (que estava dissenyat inicialment per formar part de la Mir-2). Com a part d'un acord de compensació amb les altres parts de l'EEI es va decidir que en el seu lloc ho transportés el transbordador espacial. Hagués proporcionat energia addicional per a l'EEI així com la capacitat de control en l'eix axial per a les instal·lacions orbitals. La SPP hauria tingut vuit panells solars i un braç robòtic proporcionat per l'Agència Espacial Europea (ESA) dedicat a mantenir la SPP. Malgrat això, el braç robòtic (Braç Robòtic Europeu) seguirà sent part de l'estació. Els plans inicials eren transportar-ho juntament amb el Mòdul Laboratori Multipropòsit rus en un coet Proton en 2008.
El març de 2006 es va arribar a un acord aconseguit entre els russos i la NASA pel qual se'ls permetien obtenir part de la potència necessària en els segments russos dels quatre panells solars americans. Originalment la SPP hauria d'haver fet els quatre mòduls russos independents del subministrament d'energia de la resta de l'estació. No obstant això, es va a usar el buc pressurizat, fabricat per a una prova estàtica, en el Docking Cargo Module rus, que va estar programat per ser llançat en la missió STS-131 en el 2010. Seria acoblat al port nadir del mòdul Zarya.